# Aeropuerto del Condado de Del Norte
El Aeropuerto del Condado de Del Norte o el Del Norte County Airport (IATA: CEC, OACI: KCEC, FAA LID: CEC), también conocido como Jack McNamara Field, es un aeropuerto propiedad del condado localizado a tres millas (5 km) alCounty,  noroeste del Distrito Central de Crescent City, en el condado de Del Norte, California, Estados Unidos. Es usado principalmente para la aviación general, pero es abastecido por una aerolínea comercial. El servicio es subsidiado por el programa Essential Air Service.

## Pasajeros
| Aerolíneas   | Destinos                       |
| ------------ | ------------------------------ |
| Advanced Air | Los Angeles/Hawthorne, Oakland |